# Meu Pedacinho de Chão (2014)
Meu Pedacinho de Chão é uma telenovela brasileira produzida e exibida pela TV Globo de 7 de abril a 1 de agosto de 2014, em 96 capítulos. Substituiu Joia Rara e foi substituída por Boogie Oogie, sendo a 83ª "novela das seis" exibida pela emissora. 
Escrita por Benedito Ruy Barbosa, com colaboração de Edilene Barbosa e Marcos Barbosa, é um reboot da telenovela homônima de 1971. Contou com a direção de Henrique Sauer, Pedro Freire e Carla Bohler (que iniciou o projeto como assistente de direção e passou a dirigir posteriormente), com direção geral de Carlos Araújo e Luiz Fernando Carvalho, também diretor de núcleo.
Contou com as participações de Juliana Paes, Osmar Prado, Rodrigo Lombardi, Bruna Linzmeyer, Irandhir Santos, Johnny Massaro, Antônio Fagundes e Emiliano Queiroz.

## Enredo
Em Meu Pedacinho de Chão é contada a chegada da professora Juliana à fictícia Vila de Santa Fé para ensinar às crianças e se depara com um povo humilde e acuado com os desmandos do coronel Epaminondas, um homem arrogante que resolve tudo "no grito" e nas armas, e que dita as regras na região. A professora conhece o amor platônico do peão Zelão e a admiração de Ferdinando, filho do coronel, que contrariou as ordens do pai e estudou agronomia na capital, em vez de formar-se em direito. Além dos dois ainda surge o doutor Renato, que chega à vila para construir um posto de saúde, e também contrariando o coronel Epa. Mas é Renato quem consegue conquistar o coração de Juliana, e os dois começam a namorar, despertando ciúme e a fúria em Zelão. Ao perceber que perdeu Juliana, Ferdinando resolve esquecê-la e se aproxima de Gina, filha de Pedro Falcão, o maior inimigo de seu pai, já que comprou umas terras, a preço de banana, do coronel Epa, e fundou a vila. Mas Gina é conhecida na cidade por ser uma mulher "masculinizada", pois usa calças em vez de vestido e prefere ajudar Pedro na roça à mãe, dona Tê na cozinha.
No meio dessa guerra, vivem as crianças Pituca e Serelepe, que vivem uma amizade secreta, já que a menina é filha do coronel Epa e de Catarina, e ele não aceita a amizade dela com um menino que vive na rua e dorme em qualquer canto. Mas Pituca verdadeiramente ama Serelepe e quer saber a sua verdadeira origem, mas ele também não aceita ajudar.
Paralelamente, o amor de Zelão por Juliana continua, e este está disposto a conquistá-la com suas belas palavras, mas não sabe escrever, então, ele conta com a ajuda de Rodapé, Serelepe e Mãe Benta, e está disposto a qualquer coisa para ficar com a professorinha.

## Elenco
| Intérprete            | Personagem                       |
| --------------------- | -------------------------------- |
| Juliana Paes          | Maria Catarina Napoleão          |
| Osmar Prado           | Epaminondas Napoleão             |
| Rodrigo Lombardi      | Pedro Falcão                     |
| Antônio Fagundes      | Giácomo Brunneto                 |
| Bruna Linzmeyer       | Juliana Alves Medina             |
| Irandhir Santos       | José Aparecido Menezes (Zelão)   |
| Johnny Massaro        | Ferdinando Napoleão              |
| Paula Barbosa         | Regina Falcão (Gina)             |
| Inês Peixoto          | Tereza Falcão (Tê)               |
| Geytsa Garcia         | Liliane Napoleão (Pituca)        |
| Tomás Sampaio         | José Augusto Napoleão (Serelepe) |
| Bruno Fagundes        | Dr. Renato Batista               |
| Ricardo Blat          | Prefeito das Antas               |
| Dani Ornellas         | Amância                          |
| Cíntia Dicker         | Milita                           |
| Emiliano Queiroz      | Padre Santo                      |
| Flávio Bauraqui       | Rodapé                           |
| Letícia Almeida       | Rosa de Freitas (Rosinha)        |
| Kauê Ribeiro de Sousa | Napoleão Renato da Silva (Tuim)  |
| Gabriel Sater         | Viramundo                        |
| Teuda Bara            | Mãe Benta                        |
| Fernando Sampaio      | Marimbondo                       |
| Raul Barretto         | Izidoro                          |
| Alice Coelho          | Lurdes                           |
| Alex Brasil           | Jonas                            |
| Kaik Brum             | Joca                             |
| Tatiana Tiburcio      | Jandira da Silva                 |
| Cridemar Aquino       | Alfredo da Silva                 |
| Dida Camero           | Irmã Carmem                      |
| Evandro Melo          | Secretário do Prefeito           |

### Participações especias
| Intérprete         | Personagem     |
| ------------------ | -------------- |
| Stênio Garcia      | Delegado       |
| Ney Latorraca      | Cirilo Batista |
| Sandro Christopher | Homero Bruno   |
| Mareliz Rodrigues  | Clotilde       |

## Antecedentes e contexto
O setor de teledramaturgia da TV Globo estreou no mesmo ano de sua inauguração, em 1965, com O Ébrio, no horário das 20 horas. No mesmo ano também seria criado o horário das 19 horas, com Rosinha do Sobrado. Somente seis anos depois, seria posto à programação um terceiro horário de telenovelas: o das 18 horas. A primeira telenovela exibida pela emissora no horário foi Meu Pedacinho de Chão, co-produção com a TV Cultura e escrita por Benedito Ruy Barbosa. Desde então, até 2014, haviam sido produzidas 83 novelas.
Em razão da Copa do Mundo FIFA de 2014 e das eleições no Brasil, a Globo adotou uma estratégia, em que três novelas — Meu Pedacinho de Chão, Em Família e o remake de O Rebu — foram mais curtas. A emissora queria que a nova temporada de Malhação, a novela das nove, Império, e a substituta de Meu Pedacinho de Chão, Boogie Oogie, tivessem a estreia depois da Copa do Mundo e antes do início do horário eleitoral gratuito. A duração de Meu Pedacinho de Chão, que ficou com 96 capítulos, menos de cinco meses no ar, foi motivo de elogio nos bastidores da emissora, tratando-se de um antigo pleito dos autores e dos atores. Havia muito tempo, a Globo pretendia exibir tramas mais breves no horário das seis. Antes do início da novela, cogitou-se gravá-la do começo ao fim.

## Produção
Apesar de Benedito Ruy Barbosa negar inicialmente, alegando que se tratava de outra história com mesmo título e personagens apenas, Meu Pedacinho de Chão é um remake da mesma telenovela do autor, exibida entre 1971 e 1972 pela TV Globo, trazendo exatamente a mesma trama original. Benedito alegou que, diferente da primeira versão onde foi barrado de falar de algumas temáticas, nesta versão poderia fazer uma crítica política à situação degradante da saúde e educação, que estava sucateada, além do coronelismo no interior do país de forma mais ácida. Segundo Edilene, filha de Benedito, o pai começou a escrever a telenovela em junho de 2013 e, em dezembro do mesmo ano, ela já estava pronta. Houve uma dificuldade para fechar o elenco da novela, uma vez que Benedito havia atrasado imensamente na entrega dos capítulos em suas telenovelas anteriores, chegando a enviar para os atores os textos uma hora antes das gravações, sendo que para evitar esses contratempos, a emissora pediu que o autor entregasse a novela totalmente escrita antes de ir ao ar, sendo uma obra totalmente fechada. As cenas iniciais começaram a ser gravadas no início de fevereiro, mas o diretor Luiz Fernando Carvalho manteve as tomadas em segredo.

### Cenografia e figurinos

Livro sobre a novela, da Editora LeYa Casa da Palavra.

A cidade cenográfica que formava o fictício vilarejo de Vila Santa Fé foi construída em um terreno de aproximadamente 8 mil metros quadrados e contava com 28 construções, que incluíam igreja, comércio, casas dos personagens, uma estação de trem com uma grande linha férrea. Janelas e portas pequenas das moradias davam sensação de cidade em miniatura. As construções foram feitas nos moldes do universo fictício dos contos de fadas, com casas e prédios revestidos de latas que remetem ao material utilizado por antigos brinquedos do século XIX, possuindo cavalos coloridos e articulados que se moviam, engrenagens que tornavam autômatos objetos inanimados, um carrossel de esculturas de vacas denominado "curral-céu" e árvores coloridas com mantas de crochê. Cenários e figurinos foram imaginados a partir do olhar lúdico da infância e, segundo a colunista Patrícia Kogut, contribuíram para um lindo universo inventado, bem diferente daquilo que estamos acostumados a ver na TV.
As casas eram revestidas de latas recicladas, a partir da obra do artista plástico Raimundo Rodriguez. O figurino, tema de exposição, misturava tecidos tecnológicos e materiais plásticos. Cesar Coelho, do Festival Anima Mundi, assinou toda a animação da novela com técnicas de stop motion e time-lapse. Bruna Linzmeyer pintou os cabelos de cor-de-rosa e usou uma maquiagem que a faz parecer uma boneca. Juliana Paes aprendeu caipirês, teve aulas de prosódia e teve um visual semelhante ao de Maria Antonieta, usando roupas ao estilo vintage como usados por Elizabeth Banks como Effie Trinket na série de filmes Jogos Vorazes. Rodrigo Lombardi e Bruno Fagundes ficaram ruivos, enquanto Antônio Fagundes usou bigode preto, remetendo ao universo do Sítio do Picapau Amarelo. Johnny Massaro usou lentes azuis de contato, dreadlocks e, pela primeira vez, o processo de caracterização do ator levou mais de dez horas para chegar ao resultado esperado pelo diretor Luiz Fernando Carvalho.
O processo criativo e de preparação do elenco para criar a estética de Meu Pedacinho de Chão foi realizado no TVLiê, que funcionou de 2013 a 2017. Conhecido como Galpão, o espaço reunia todas as equipes criativas e foi idealizado por Luiz Fernando Carvalho, no Projac, para criação colaborativa dos projetos e formação de talentos. Além de Meu Pedacinho de Chão, foram criados no Galpão outros trabalhos do diretor, como Correio Feminino, Alexandre e Outros Heróis, Velho Chico e Dois Irmãos. Todo o processo de criação e realização da novela no Galpão está descrito pela jornalista Melina Dalboni no livro Meu Pedacinho de Chão, que traz desenhos, croquis e fotos feitas pelo diretor e pela equipe (Editora Casa da Palavra).

### Promoção
A emissora anunciou a novela como a "nova fábula das seis". Nas propagandas de estreia e chamadas de Meu Pedacinho de Chão, mostrava-se um galo de ferro chamado Bené, fincado numa rosa dos ventos, animado com stop motion e que participou da história. O galo foi uma homenagem do diretor Luiz Fernando Carvalho ao autor Benedito Ruy Barbosa. O personagem não estava na sinopse e foi guardado como surpresa até a estreia da novela.

## Exibição
Nos dias 12 de junho, 17 de junho, 23 de junho, 4 de julho e 8 de julho de 2014, a telenovela não foi exibida, em virtude da transmissão dos jogos da Copa do Mundo. Assim, a novela, que teria 101 capítulos, teve apenas 96.

### Outras mídias
Em 24 de junho de 2024, foi disponibilizada pelo Globoplay como parte do Projeto Originalidade, com a atualização para o formato de exibição original; com o formato de imagem restaurado em Full HD, além de aberturas, vinhetas de intervalo e encerramento originais.

## Recepção
Antes da estreia, o jornalista Leão Lobo comentou em seu site: "A novela 'Meu Pedacinho de Chão' quando apresentada originalmente pela TV Globo no início dos anos 70, tinha uma pegada pró reforma agrária no Brasil, nas chamadas do 'remake' está sendo chamada de fábula. Algum recado nisso?".
Semanas após a estreia, evangélicos acusaram a novela de promover a umbanda. Entretanto, a emissora esclareceu que a novela não é inspirada na umbanda e que não faz referência nenhuma a ela.
No capítulo exibido em 30 de junho, a professora Juliana, interpretada pela atriz Bruna Linzmeyer, estava usando decote e mostrou o que aparentava ser seu mamilo direito, ou mesmo o pano rosa da sua roupa. No Twitter e em razão do fato, a novela foi chamada de Meu Pedacinho de Teta, o público questionou a necessidade de decotes tão acentuados de Bruna Linzmeyer e Juliana Paes, que interpreta Maria Catarina e também aparece com roupas apertadas e seios quase à mostra. Na mesma data, o Ministério da Justiça, em seu Diário Oficial da União, o ministério despachou uma avaliação e considerou reclassificar Meu Pedacinho de Chão como imprópria para menores de 12 anos, por conter cenas de consumo de "drogas lícitas" (álcool), o que inviabilizaria sua exibição antes das 20h. O ministério tornou público que considera o conteúdo da produção "incompatível com classificação autoatribuída pela emissora", de programa inadequado para menores de dez anos feita pela TV Globo. De acordo com a emissora, os "conteúdos [inadequados para 10 anos] se apresentavam em tons caricaturais e são abordados de forma esporádica". O ministério monitorou Meu Pedacinho de Chão por quinze dias para então decidir se optaria pela reclassificação. O ministério em seu Diário Oficial da União em 28 de julho optou para que a classificação continuasse a mesma, mas não a impediu de ser reprisada, pois após o fim da mesma, seria reclassificada para "inadequada para menores de 12 anos". No despacho publicado, o órgão afirmava que a Globo "cumpriu o compromisso de manter a obra adequada à autoclassificação proposta [10 anos]".

### Recepção da crítica
A crítica elogiou aspectos como a unidade da qualidade das interpretações, além da edição, direção, figurinos, cenografia e estética, inspirada nos westerns e mangás japoneses. Patrícia Kogut, de O Globo, fala que "Meu Pedacinho de Chão é uma das grandes produções da nossa TV. Segue linda, artesanal dentro do possível e é carregada principalmente por sua história. Dentro daquele ambiente onírico e lírico, há dramas e conflitos sérios. Eles capturam a atenção do público com força. E a beleza dos cenários e figurinos não dissimula nem diminui esses recados". A direção de atores de Luiz Fernando Carvalho revelou novo código de interpretação, também observado pela crítica, para nomes como Juliana Paes e Rodrigo Lombardi.
Para a crítica Cristina Padiglione, a novela é uma cena a ser aplaudida de pé, e para Alexandra Moraes  "as imagens, à primeira vista infantilizadas, ganham relevo com cores e efeitos de funções dramatúrgicas. Boas atuações e mão firme na direção dão sentido à trama".
Nilson Xavier, do UOL, destacou: "Direção, produção e elenco impecáveis nesta estreia, com destaque para Bruna Linzmeyer, Rodrigo Lombardi, Osmar Prado, Juliana Paes e Paula Barbosa (a Gina), todos falando caipirês. E as graciosas crianças do elenco, Geytsa Garcia (a Pituquinha) e Tomás Sampaio (o Serelepe). O texto original de Meu Pedacinho de Chão, de 1971, com seu realismo em preto e branco, foi deixado para trás. A nova novela é completamente diferente. A princípio, parece que o foco são as crianças, que, certamente vão se encantar com a atração. Mas a nova “Meu Pedacinho” suscita muito mais. Os problemas do homem do campo e os temas sérios da novela original agora têm contornos caricatos. Mas a mensagem é uma só e atemporal.
Fernando Oliveira, do R7, disse: "Direção de arte, cenografia e figurinos são um desbunde. A composição das personagens é cuidadosa e contribui para o tom de fábula. O tom caricatural, somado à explosão de cores na tela pode apontar para um nicho de audiência: não será surpresa se, após o sucesso de Carrossel e Chiquititas, a Globo tiver resolvido atrair o público infantil para agregar audiência a uma trama familiar. A narrativa um tanto acelerada pode atrapalhar, mas, no geral, é um belo projeto. Uma maneira de renovar a faixa e mostrar Benedito Ruy Barbosa como nunca antes. Para quem reclamava que depois de Avenida Brasil a Globo perdeu a chance de inovar com folhetins tradicionais como Salve Jorge e Em Família, Meu Pedacinho de Chão se mostra uma grande ousadia no gênero. Resta ver se o público não vai estranhar tamanha exuberância e exagero estético num horário como o das 18h".
Raphael Scire, do Notícias da TV, falou: "Diferentemente de tudo o que já foi visto em novelas, a nova produção das seis da Globo, Meu Pedacinho de Chão, traz aos telespectadores uma proposta nova e completamente ousada, pelo menos esteticamente. A direção de Luiz Fernando Carvalho optou por apostar no tom de fábula e criar um universo lúdico capaz de cativar quem assiste. Outra novidade é a introdução de animações entremeadas às imagens, dando a elas ainda mais cor. Também em relação ao elenco, é um alento ver atores desconexos de tipos aos quais estão habituados. Os melhores exemplos são Antônio Fagundes, que vive com perfeição o sujeito cômico da vez (Giácomo), e Rodrigo Lombardi (Pedro Falcão), um tanto estranho e cheio de caras e bocas, mas livre do estereótipo de galã. Juliana Paes (Catarina) ainda é a bela que encanta, só que desta vez no papel de mãe. Figurino e cenografia são dois casos à parte, devaneios estéticos muito bem vindos à televisão. Pelo ritmo industrial que as novelas têm, é impossível que todas as produções sigam esse rigor e cuidado que Meu Pedacinho de Chão demonstra ter. Se a história vai conquistar a audiência, ainda é cedo para afirmar, mas seus olhos certamente ficarão agradecidos de acompanhar essa fábula que estreou hoje.
Vanessa Paes Barreto, do Yahoo! Brasil, falou: "Com estética impecável, ritmo acelerado e personagens interessantes, o ousado projeto começou com o pé direito. O universo fantasioso proposto pelo autor Benedito Ruy Barbosa foi belamente retratado pelo diretor Luiz Fernando Carvalho, que usou muitas cores e riqueza de detalhes, com cenários e figurinos exagerados, mas igualmente encantadores. Os personagens, propositadamente caricatos, pareciam fazer parte de histórias consagradas como O Mágico de Oz, Alice no País das Maravilhas ou até mesmo Edward Mãos de Tesoura. Vale ressaltar que o tom de fábula fez o folhetim parecer dedicado ao público infantil, embora esta não seja a proposta inicial. [...] Sem dúvida, “Meu Pedacinho de Chão” é mais uma proposta inovadora da TV Globo, basta saber se o exagero estético e o excesso de informação não vão cansar o telespectador com o tempo.

### Audiência
Meu Pedacinho de Chão estreou com 19 pontos, dois a menos que a antecessora, Joia Rara, sendo o pior desempenho de um primeiro capítulo na história do horário. Em 19 de abril atingiu apenas 13 pontos, a menor audiência na história das "novelas das seis", ficando há décimos do Cidade Alerta, na RecordTV. Sua maior audiência foi de 24 pontos, alcançada no dia 9 de julho. Seu último capítulo registrou 19 pontos, quatro a menos que a antecessora, representando o pior resultado do final de uma novela das 18h até então e a primeira vez que uma trama da emissora finalizava abaixo dos 20 pontos.
Teve média geral de 17,79 pontos, a pior da história das "novelas das seis" até então e a quinta pior no geral, atrás apenas de "Espelho da Vida" (2018) com 17,78 pontos Boogie Oogie (2014), que chegou ao fim com 17,4 "Nos Tempos do Imperador" (2021) com 16,87 e "Elas por Elas" (2023-2024) com 15,36 pontos. Benedito Ruy Barbosa, no entanto, disse que o problema da audiência não era de sua história, mas sim da emissora. "Segurar audiência é um problema da emissora, não é nosso".

### Prêmios e indicações
| Ano  | Prêmio                    | Categoria                         | Indicação                              | Resultado | Ref.          |
| ---- | ------------------------- | --------------------------------- | -------------------------------------- | --------- | ------------- |
| 2014 | Prêmio Contigo! de TV     | Melhor Autor de Novela            | Benedito Ruy Barbosa                   | Indicado  | [ 69 ] [ 70 ] |
| 2014 | Prêmio Contigo! de TV     | Melhor Ator Coadjuvante           | Antônio Fagundes                       | Indicado  | [ 69 ] [ 70 ] |
| 2014 | Prêmio Contigo! de TV     | Melhor Atriz Infantil             | Geytsa Garcia                          | Indicado  | [ 69 ] [ 70 ] |
| 2014 | Prêmio Contigo! de TV     | Melhor Ator Infantil              | Tomás Sampaio                          | Venceu    | [ 69 ] [ 70 ] |
| 2014 | Prêmio Contigo! de TV     | Melhor Diretor de Novela          | Luiz Fernando Carvalho e Carlos Araujo | Venceu    | [ 69 ] [ 70 ] |
| 2014 | Prêmio Contigo! de TV     | Revelação da TV                   | Irandhir Santos                        | Indicado  | [ 69 ] [ 70 ] |
| 2014 | Prêmio Extra de Televisão | Melhor Novela                     | Benedito Ruy Barbosa                   | Indicado  | [ 71 ]        |
| 2014 | Prêmio Extra de Televisão | Melhor Atriz                      | Juliana Paes                           | Indicado  | [ 71 ]        |
| 2014 | Prêmio Extra de Televisão | Melhor Ator                       | Irandhir Santos                        | Indicado  | [ 71 ]        |
| 2014 | Prêmio Extra de Televisão | Melhor Ator                       | Osmar Prado                            | Indicado  | [ 71 ]        |
| 2014 | Prêmio Extra de Televisão | Melhor Ator/Atriz Mirim           | Tomás Sampaio                          | Indicado  | [ 71 ]        |
| 2014 | Prêmio Extra de Televisão | Melhor Revelação                  | Paula Barbosa                          | Indicado  | [ 71 ]        |
| 2014 | Prêmio Extra de Televisão | Melhor Figurino                   | Thanara Schönardie                     | Venceu    | [ 71 ]        |
| 2014 | Prêmio Extra de Televisão | Melhor Maquiagem                  | Rubens Liborio                         | Venceu    | [ 71 ]        |
| 2014 | Troféu APCA               | Dramaturgia                       | Benedito Ruy Barbosa                   | Indicado  | [ 72 ] [ 73 ] |
| 2014 | Troféu APCA               | Melhor Ator                       | Irandhir Santos                        | Venceu    | [ 72 ] [ 73 ] |
| 2014 | Troféu APCA               | Melhor Direção                    | Luiz Fernando Carvalho                 | Indicado  | [ 72 ] [ 73 ] |
| 2014 | Melhores do Ano           | Melhor Ator                       | Osmar Prado                            | Indicado  | [ 74 ] [ 75 ] |
| 2014 | Melhores do Ano           | Melhor Atriz                      | Bruna Linzmeyer                        | Indicado  | [ 74 ] [ 75 ] |
| 2014 | Melhores do Ano           | Melhor Ator Revelação             | Irandhir Santos                        | Indicado  | [ 74 ] [ 75 ] |
| 2014 | Melhores do Ano           | Melhor Atriz Revelação            | Paula Barbosa                          | Indicado  | [ 74 ] [ 75 ] |
| 2014 | Melhores do Ano           | Melhor Ator/Atriz Mirim           | Geytsa Garcia                          | Indicado  | [ 74 ] [ 75 ] |
| 2014 | Melhores do Ano           | Melhor Ator/Atriz Mirim           | Tomás Sampaio                          | Indicado  | [ 74 ] [ 75 ] |
| 2014 | Prêmio F5                 | Novela do Ano                     | Benedito Ruy Barbosa                   | Indicado  | [ 76 ] [ 77 ] |
| 2014 | Prêmio F5                 | Ator do Ano (novela)              | Irandhir Santos                        | Indicado  | [ 78 ]        |
| 2014 | Prêmio F5                 | Atriz do Ano (novela)             | Bruna Linzmeyer                        | Indicado  | [ 79 ]        |
| 2014 | Prêmio F5                 | Ator Coadjuvante do Ano (novela)  | Osmar Prado                            | Indicado  | [ 80 ]        |
| 2014 | Prêmio F5                 | Atriz Coadjuvante do Ano (novela) | Juliana Paes                           | Indicado  | [ 81 ]        |
| 2014 | Prêmio F5                 | Revelação do Ano                  | Paula Barbosa                          | Venceu    | [ 77 ]        |
| 2014 | Retrospectiva UOL         | Melhor Novela                     | Benedito Ruy Barbosa                   | Indicado  | [ 82 ]        |
| 2014 | Retrospectiva UOL         | Melhor Atriz                      | Juliana Paes                           | Indicado  | [ 82 ]        |
| 2014 | Retrospectiva UOL         | Melhor Ator                       | Osmar Prado                            | Indicado  | [ 82 ]        |
| 2014 | Retrospectiva UOL         | Melhor Vilão                      | Osmar Prado                            | Indicado  | [ 82 ]        |
| 2014 | Retrospectiva UOL         | Melhor Par Romântico              | Paula Barbosa e Johnny Massaro         | Indicado  | [ 82 ]        |
| 2014 | Retrospectiva UOL         | Melhor Atriz/Ator Revelação       | Paula Barbosa                          | Indicado  | [ 82 ]        |
| 2014 | Prêmio Quem de Televisão  | Melhor Ator                       | Irandhir Santos                        | Venceu    | [ 83 ]        |
| 2014 | Prêmio Quem de Televisão  | Melhor Ator                       | Osmar Prado                            | Indicado  | [ 83 ]        |
| 2014 | Prêmio Quem de Televisão  | Melhor Ator                       | Rodrigo Lombardi                       | Indicado  | [ 83 ]        |
| 2014 | Prêmio Quem de Televisão  | Melhor Atriz                      | Juliana Paes                           | Indicado  | [ 83 ]        |
| 2014 | Prêmio Quem de Televisão  | Melhor Ator Coadjuvante           | Johnny Massaro                         | Venceu    | [ 83 ]        |
| 2014 | Prêmio Quem de Televisão  | Melhor Atriz Coadjuvante          | Inês Peixoto                           | Indicado  | [ 83 ]        |
| 2014 | Prêmio Quem de Televisão  | Melhor Revelação                  | Bruno Fagundes                         | Indicado  | [ 83 ]        |
| 2014 | Prêmio Quem de Televisão  | Melhor Revelação                  | Gabriel Sater                          | Indicado  | [ 83 ]        |
| 2014 | Prêmio Quem de Televisão  | Melhor Revelação                  | Paula Barbosa                          | Indicado  | [ 83 ]        |
| 2014 | Prêmio Quem de Televisão  | Melhor Autor                      | Benedito Ruy Barbosa                   | Venceu    | [ 83 ]        |

## Música

### Instrumental 1
Esse álbum de Meu Pedacinho de Chão tem pela primeira vez toda a sua trilha é composta por 14 faixas inéditas selecionadas pelo produtor musical Tim Rescala e pelo diretor Luiz Fernando Carvalho de uma única banda, DeVotchKa.
Capa: Bruna Linzmeyer
| N.º | Título                     | Duração |  |
| 1.  | "How It Ends"              |         |  |
| 2.  | "You Love Me"              |         |  |
| 3.  | "Dearly Departed"          |         |  |
| 4.  | "I Cried Like A Silly Boy" |         |  |
| 5.  | "The Oblivion"             |         |  |
| 6.  | "Twenty-Six Temptations"   |         |  |
| 7.  | "Such A Lovely Thing"      |         |  |
| 8.  | "The Enemy Guns"           |         |  |
| 9.  | "Head Honcho"              |         |  |
| 10. | "Devotchka!"               |         |  |
| 11. | "Death By Blonde"          |         |  |
| 12. | "Charlotte Mittnacht"      |         |  |
| 13. | "La Llorrona"              |         |  |
| 14. | "El Zopilote Mojado"       |         |  |

### Instrumental 2
Músicas de Tim Rescala gravadas pela Orquestra Sinfônica Heliópolis e Coral da Gente.
Capa: Vila de Santa Fé
| N.º | Título                              | Duração |  |
| 1.  | "Abertura de Meu Pedacinho de Chão" |         |  |
| 2.  | "Amanhecer na Cidade"               |         |  |
| 3.  | "Serelepe e Pituquinha"             |         |  |
| 4.  | "Cidade Sitiada"                    |         |  |
| 5.  | "Epa, O Todo Poderoso"              |         |  |
| 6.  | "Pedro Falcão"                      |         |  |
| 7.  | "Zelão"                             |         |  |
| 8.  | "Crônica da Cidade"                 |         |  |
| 9.  | "A Chegada"                         |         |  |
| 10. | "Juliana"                           |         |  |
| 11. | "A Paixão de Zelão"                 |         |  |
| 12. | "A Vertigem de Zelão"               |         |  |
| 13. | "Rosinha"                           |         |  |
| 14. | "Brincando de Velho Oeste"          |         |  |
| 15. | "A Magia do Lugar"                  |         |  |
| 16. | "A Solidão de Epaminondas"          |         |  |
| 17. | "Giácomo"                           |         |  |
| 18. | "Infância de Pés no Chão"           |         |  |
| 19. | "Epa Troller"                       |         |  |
| 20. | "Gina"                              |         |  |
| 21. | "Suspense na Cidade"                |         |  |
| 22. | "Corrido da Madame Epa"             |         |  |
| 23. | "Adagio Atemporal"                  |         |  |
| 24. | "Serelepe, Sem Eira Nem Beira"      |         |  |
| 25. | "Perigo Sobre O Chão"               |         |  |
| 26. | "Trio Em Conflito"                  |         |  |
| 27. | "A Banda de Serelepe"               |         |  |
| 28. | "Felicidade na Cidade"              |         |  |